# Alte Dorfkapelle Lohma (Pleystein)

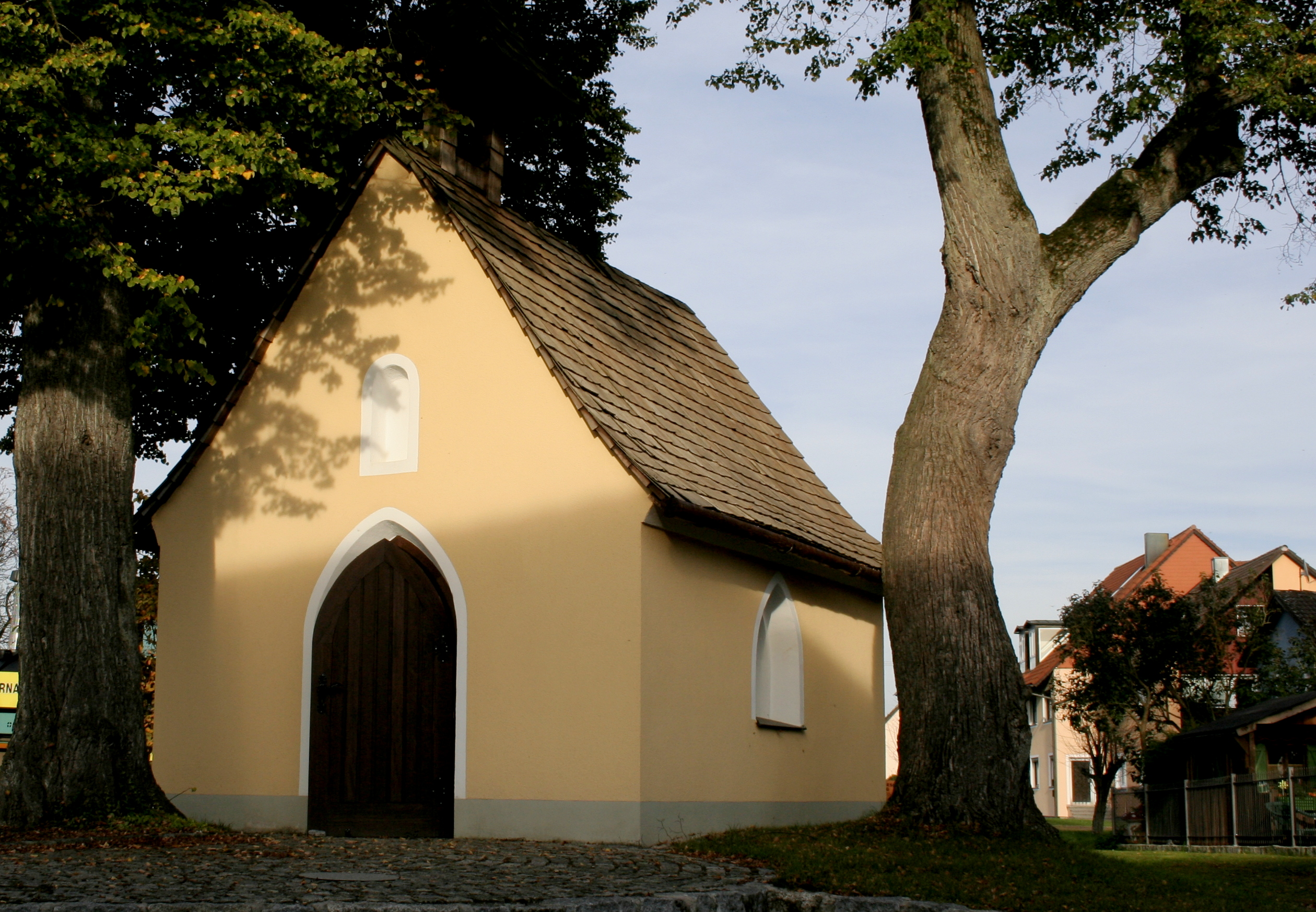
Alte Dorfkapelle Lohma

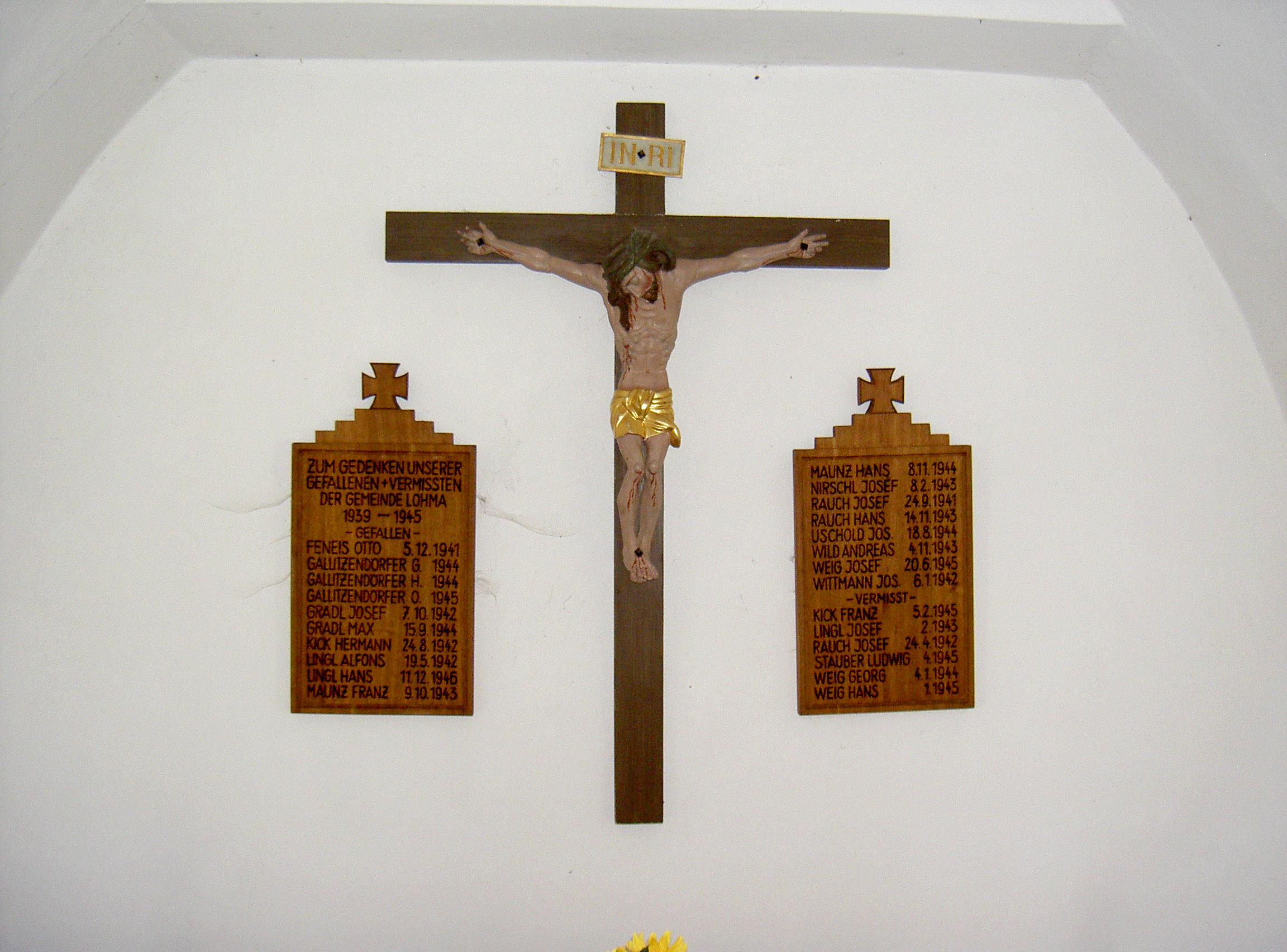
Kruzifix und Gedenktafeln an die Gefallenen des 2. Weltkriegs in der alten Ortskapelle von Lohma

Die Alte Dorfkapelle Lohma befindet sich im Ortsteil Lohma der oberpfälzischen Stadt Pleystein. Sie gehört pfarrlich zur Expositur Burkhardsrieth innerhalb der „Seelsorgeeinheit Pleystein – Miesbrunn – Burkhardsrieth“.

## Geschichte
Vermutlich stand hier einst eine mittelalterliche Holzkapelle; bei der Renovierung 1976 wurde ein Stein mit der Jahreszahl „1712“ gefunden, der vermutbare Abschluss des Baus einer ersten steinernen Kapelle in Lohma. Nachdem in dem Ort 1927 die Neue Ortskapelle errichtet worden war, wurde der alte Bau bis 1965 als Feuerlöschgerätehaus verwendet. Stadt- und Kreisrat Georg Wittmann regte 1976 die Renovierung der alten Kapelle an. Die Bevölkerung von Lohma leistete dabei tätige Hilfe, sodass die Mauern wieder hergestellt und das Dach mit neuen Schindeln gedeckt werden konnten.
Am 17. Juli 1977 wurde die Kapelle im Auftrag des Regensburger Bischofs Rudolf Graber von Stadtpfarrer Andreas Pfeiffer unter Assistenz von Expositus Hastler von Burkhardsrieth geweiht.

## Baukörper
Die Kapelle ist ein Steildachbau über einem rechteckigen Grundriss. Sie besitzt spitzbogige Fensteröffnungen und ein gotisch anmutendes Eingangsportal. Über dem Eingang befindet sich ein kleiner Dachreiter mit einem Pyramidendach. An beiden Seiten der Kapelle steht eine Eiche.

## Innengestaltung
Die Kapelle ist dem Gedenken an die Gefallenen des II. Weltkriegs geweiht. Der schlichte Altar ist aus Klinkersteinen gemauert. Dahinter ist an der Wand ein großes Kruzifix angebracht und daneben befinden sich zwei Votivtafeln mit den Namen der Gefallenen. Die Votivtafeln gestaltete Hermann Schneider als Pleystein; die Firmen Drexler, Wild und Reichenberger stifteten das Kreuz in der Kapelle.